# Takidži Kobajaši
Takidži Kobajaši, japonsky 小林 多喜二 (13. října 1903 Ódate – 20. nebo 21. února 1933 Tokio) byl japonský spisovatel. Hrál významnou roli při formování proletářské literatury.

## Život
Kobajaši pocházel z chudé rolnické rodiny, později začal pracovat jako bankovní úředník. Během studií jej zaujaly revoluční myšlenky marxismu. Aktivně pracoval v odborovém hnutí a po svém propuštění z banky se začal věnovat psaní profesionálně a přestěhoval se do Tokia.
Několikrát byl za své působení v komunistické straně zatčen a vězněn, na následky zatčení a následného krutého mučení 20. února (dle jiných pramenů 21. února) 1933 zemřel.

## Dílo
- Loď na kraby
- Nepřítomný statkář
- Dílenská buňka
- Organizátor